# За кровь платят кровью
«За кровь платят кровью» (англ. Blood In, Blood Out), оригинальное название «Bound by Honor» — «Связанные честью» — фильм режиссёра Тэйлора Хэкфорда 1993 года, криминальная драма, производство США. Первая, закрытая премьера в США прошла 5 февраля 1993 года, открытая 30 апреля 1993 года.

## Сюжет
Фильм снят по реальным событиям из жизни поэта Джимми Сантьяго Бака. Он же написал сценарий для фильма.
Главный герой Микло Велка — парень из Восточного Лос-Анджелеса. Он наполовину латиноамериканец, и от белого отца ему достались голубые глаза, светлая кожа и волосы. Из-за этого он получил прозвище «Milkweed» (Молочай). Вместе со своими двоюродными братьями Пако и Крусом, Микло состоял в банде Восточного Лос-Анджелеса, известной как «Vatos Locos». По стечению обстоятельств Микло надолго попадает в тюрьму и проходит там школу жизни. В 1972 году, когда Микло возвращается, мать устраивает его пожить у своей старшей сестры — Долорес. Сын Долорес — Пако — кузен Микло. И вот Микло вспоминает с чего всё начиналось и хочет наладить старые связи. Главный герой проходит по своему району, который знаком ему с самого детства. И выясняет, что за время его отсутствия многое изменилось.
Его двоюродный брат Круз Канделария стал талантливым художником, но подсел на наркотики. А Пако Агилар работает в полиции и с обоими братьями у него теперь серьёзный конфликт. Возможно, встреча на старых улицах что-то изменит в их жизни?

## В ролях
| Роль                  | Актёр             |
| --------------------- | ----------------- |
| Микло Велка           | Дэмиан Чапа       |
| Круз Канделария       | Джесси Боррего    |
| Пако Агилар           | Бенджамин Брэтт   |
| Монтана Сегура        | Энрике Кастильо   |
| Мэджик Майк           | Виктор Риверс     |
| Бонафайд              | Делрой Линдо      |
| Ред Райдер            | Том Тоулс         |
| Попай Саведра         | Карлос Карраско   |
| Уоллас                | Тедди Уилсон      |
| Чуи                   | Рэймонд Крус      |
| Френки                | Валенте Родригес  |
| Большой Эл            | Лэнни Флаэрти     |
| Молния                | Билли Боб Торнтон |
| Карлос                | Джеффри Ривас     |
| Спайдер               | Рэй Ориэль        |
| Херонимо              | Дэнни Трехо       |
| Клаво                 | Гэри Тейкон       |
| Realthing             | Луис Контрерас    |
| Апаче                 | Пауло Точа        |
| Джокер                | Эдди Перес        |
| Айван                 | Винг Рэймс        |
| Тюремный библиотекарь | Ричард Мазур      |
| Долорес               | Кармин Мурсело    |